# Splinter (Tortues Ninja)
 (février 2020).
 (février 2025).
Si vous disposez d'ouvrages ou d'articles de référence ou si vous connaissez des sites web de qualité traitant du thème abordé ici, merci de compléter l'article en donnant les références utiles à sa vérifiabilité et en les liant à la section « Notes et références ».
Pour les articles homonymes, voir Splinter.
Splinter est un rat mutant dans l'œuvre de fiction Tortues Ninja. Les origines de ce personnage diffèrent selon les versions. Splinter représente le maître et la figure paternelle des protagonistes principaux: Les tortues Ninja.

## Biographie

### Mirage Comics
Dans le comics originel, Splinter est l'animal de compagnie de Hamato Yoshi, un maître ninja vivant au Japon. Il est doué de facultés exceptionnelles pour son espèce, notamment capable d'apprendre par mimétisme l'art de son maître lorsque celui-ci s'entraîne.
Dans son clan, l'adversaire le plus redoutable de Yoshi est un ninja du nom de Oroku Nagi. Ce sont des rivaux dans tous les domaines, surtout dans celui des arts martiaux, et tomberont amoureux d'une même femme nommée Tang Shen, qui préfère Yoshi. Cela amènera à un combat entre Nagi et Yoshi, se soldant par le décès de Nagi.
Yoshi et Shen s'enfuiront ensuite du Japon pour New York, mais seront poursuivis, puis assassinés par le jeune frère de Nagi, nommé Saki, qui devient alors Shredder.
Orphelin, Splinter se réfugie dans les égouts de la ville. Un jour, il assiste à la chute d'une capsule de produits toxiques d'un camion. La capsule frappe en plein visage un homme qui venait juste d'empêcher un aveugle de se faire écraser par le camion (référence au super-héros Daredevil). En retombant, la capsule entre en collision avec l'aquarium d'un jeune garçon contenant quatre bébés tortues, ce qui fêle la capsule et brise l’aquarium laissant s'échapper les bébés tortues dans les égouts. Splinter les recueille en s'exposant par la même occasion à la substance chimique.
Avec le temps, la substance inconnue engendre une mutation chez Splinter et les quatre tortues : leur taille augmente et leur intelligence avec, les transformant en forme plus humaine. Splinter baptise les tortues Leonardo, Raphael, Michelangelo et Donatello (d'après les noms de ses artistes préférés de la Renaissance). Il les élève comme ses propres enfants et leur enseigne l'art du Ninjutsu, pour qu'ils puissent venger la mort de Hamato Yoshi et tuer Shredder.
La mort de Splinter est décrite dans le dixième numéro du quatrième volume du comics des studios Mirage. Ses funérailles ont lieu dans le numéro 11. Même si la cause de sa mort n'a jamais été révélée, la représentation de sa main agrippant sa poitrine suggère une attaque cardiaque.

### Tortues Ninja: Les Chevaliers d'écailles
Dans la série animée de 1987, Splinter est en fait Yoshi lui-même. Il est piégé par son rival, Oroku Saki, qui l'accuse d'essayer d'assassiner le maître de leur dojo. Incapable de prouver son innocence, il s'enfuit vers New York, où il vit en ermite parmi les rats dans les égouts.
Un jour, Hamato Yoshi tombe sur quatre bébés tortues tombés dans un égout à cause d'un jeune garçon qui les a laissés tomber. Il les garde avec lui et s'en occupe comme s'ils étaient ses propres enfants. Quelque temps plus tard, il retrouve les tortues jouant à proximité de barils de produits chimiques desquels s'échappait un produit verdâtre. Il tente de les sauver en les nettoyant à mains nues, mais tous les cinq sont infectés par un puissant mutagène contenu dans les barils. Ce dernier transforme tout être vivant en mutant anthropomorphe. Les tortues acquièrent une taille et des caractéristiques humaines, et Yoshi, qui vit parmi les rats depuis longtemps, devient un rat de type humanoïde.
Splinter commence l'éducation des quatre tortues. Il leur donne les noms de ses artistes préférés de la Renaissance : Leonardo, Donatello, Raphael et Michelangelo. Les quatre se différencient par leurs personnalités et la couleur de leurs bandeaux. Splinter leur apprend également l'art du ninjutsu pour qu'ils puissent se défendre, se canaliser et affronter Shredder et sa bande de malfrats appelée le Foot Clan.
Les fils adoptifs de Hamato Yoshi lui donnent le nom de « Splinter », en référence à sa capacité à tailler ses ennemis en pièces (en anglais, to splint signifie « séparer », « casser en petits morceaux »). Dans le dessin animé, ce surnom provient de la faculté qu'a Yoshi de casser des planches de bois pendant ses entraînements.
Splinter est représenté comme un rat de couleur brun-gris clair portant un kimono pourpre et ses pieds sont entourés de bandelettes blanches.
Dans les comics d'Archie Comics, Splinter est décrit de façon identique au dessin animé, du fait que les premiers numéros du comics suivaient la trame de la série animée.
L'idée que Splinter et Hamato Yoshi ne font qu'un et qu'Oroku Saki l'accuse d'une machination sert à éviter des scènes violentes et les meurtres pour le jeune public à qui était destiné le dessin animé. Par ailleurs, Tang Shen n'est pas présente dans cette série.

### Tortues Ninja(film, 1990)
Les origines de Splinter dans le premier film, Les Tortues Ninja (Teenage Mutant Ninja Turtles), renvoient à l'histoire du comics original. Le personnage de Nagi, dont la mort pousse Saki à devenir l'infâme Shredder, est quasiment absent du récit. Le conflit est entre Hamato Yoshi et Saki lui-même. Ils souhaitent tous deux épouser Tang Shen. Yoshi tue Nagi, membre de son clan. Tang Shen le persuade de partir avec elle afin d'éviter un duel à mort contre Saki. Ce dernier fait vœu de se venger de Hamato. Il cherche le couple pendant des années. Il finit par le retrouver à New York et les tue dans leur appartement. Splinter tente de les protéger et se jette au visage de Saki, lui laissant de profondes cicatrices mais, en retour, Shredder lui taille l'oreille.
Dans cette version de l'histoire, Splinter n'entraîne pas les tortues dans le but de se venger de Shredder, mais plutôt afin d'honorer son ancien maître.
Lors du combat final contre Shredder, Splinter dédie l’un de ses coups à Maître Yoshi.

### Tortues Ninja(série télévisée, 2003)
Dans la série animée de 2003, Splinter est représenté comme un rat gris foncé, vêtu d'une robe de moine. Il se montre plus impulsif que dans la première série et participe activement aux combats aux côtés des Tortues. Sa relation paternelle avec elles avait été négligée dans la première série ; elle est ici mise en avant : il les considère comme ses « fils » ou sa « famille » et n’hésite pas à prendre des risques pour les protéger, même face à Shredder.
Splinter est également connu dans différents univers comme un grand maître d'arts martiaux. Il a remporté le « Tournoi Intermonde », où il se fait appeler « Hamato Splinter », montrant qu'il se considère comme un membre de la famille d'Hamato Yoshi ou bien qu’il a adopté le nom de famille de ce dernier en son honneur.
Comme dans le film, l'histoire de Splinter s'inspire largement de la bande dessinée originale, mais y ajoute quelques particularités.
La vie de Splinter commence, comme dans les autres versions, au Japon. Il se retrouve un jour dans la maison de l'Ancien, un maître en arts martiaux et le père adoptif de Tang Shen. Cette dernière découvre le malheureux rat et, se prenant d'affection pour lui, l'adopte.
En parallèle, Hamato Yoshi et son meilleur ami Yukio Mashimi (équivalent d’Oroku Nagi dans la série), sont eux aussi les fils adoptifs de l'Ancien et rivalisent pour gagner l'amour de Tang Shen. Ils découvrent l'existence du Clan des Foot et des Utroms, ce qui les amène à en devenir les Gardiens. Yoshi monte en rang parmi les Gardiens. Mashimi, d'une jalousie maladive, commet l’irréparable : il assassine Tang Shen et trahit les Utroms au profit de Shredder. Fou de rage, Yoshi se venge en tuant Mashimi dans un combat singulier.
Hamato Yoshi quitte le Japon pour les États-Unis en emmenant le rat de Tang Shen et le nomme « Splinter ». Il se consacrera à sa tâche de Gardien. Splinter apprend les arts martiaux en observant et imitant Yoshi lors de ses entraînements.
Quelque temps plus tard, le Clan des Foot se déplace à son tour à New-York et retrouve la trace de Yoshi. Ils le torturent pour lui arracher l'emplacement du QG des Utroms mais sans succès. Splinter tente de sauver son maître, mais ne parvient qu’à griffer Hun (clin d'œil à ce qu'il fait à Shredder dans le film). Il est chassé, ne pouvant plus qu’assister à la mort de Yoshi des mains de Shredder.
Après la mort de son maître bien-aimé, Splinter erre dans les rues et les égouts pendant quelque temps. Il tombe un jour sur quatre bébés tortues plongées dans un liquide mutagène (créé en réalité  par les Utroms). Pris de pitié, il les sauve et les ramène chez lui, s'exposant ainsi à la substance. Cette dernière cause une mutation sur les cinq animaux en le rendant plus grands, humanoïdes et intelligents. Sachant que les humains ne les accepteraient pas sous cette forme, Splinter s'installe dans les égouts avec ses quatre tortues, les élève comme ses fils et choisit leurs noms à partir d'un livre sur la Renaissance:  Leonardo, Donatello, Raphael et Michelangelo.
Splinter entraîne les Tortues aux arts martiaux pour qu'ils puissent se protéger dans un monde qui ne les acceptera jamais plutôt que pour se venger de Shredder ; évitant même de leur parler de Shredder et des Foot. Après la confrontation inévitable avec Shredder, un désir de vengeance envers le meurtrier de son ancien maître refait surface chez Splinter.
Lors de la confrontation, Splinter porte un coup à Oroku Saki (alias Shredder), marquant un tournant dans leur affrontement.

### Tortues Ninja(série télévisée, 2012)
Hamato Yoshi assiste au meurtre de son épouse Tang Shen des mains de Shredder (le coup fatal était en réalité destiné à Yoshi). Il ne pourra pas protéger son enfant Miwa, qui sera kidnappée et manipulée afin qu'elle croie être la fille de Shredder. 
Par la suite, Hamato Yoshi décide de recueillir quatre petites tortues, il fait la rencontre des kraangs pour la première fois, avec qui il se battra, et lui et les tortues entrent en contact avec du mutagène par accident. En raison de son contact prolongé avec des rats, le mutagène le fera devenir Splinter, un homme-rat. Splinter aura plusieurs ennemis tout au long de la series, dont Shredder, son ennemi principal, et le roi des rats, avec qui il se bat pour la première fois dans l'épisode 13 de la saison 1.

### ComicsIDW
Dans cette nouvelle version des comics, Hamato Yoshi est membre du Clan Foot sous les ordres d'Oroku Saki pendant l'ère du Japon féodal. Yoshi se rebelle contre son chef, car il n'apprécie pas sa soif de pouvoir et de destruction. Saki ordonne son exécution, mais Yoshi parvient à s'enfuir avec ses quatre fils. Quant à sa femme Tang Shen, elle reste en arrière pour les protéger, mais sera la cause de sa mort.
Pendant onze années d'exil, Yoshi apprit à ses fils l'art du ninjutsu et le maniement d'armes diverses. Ils seront retrouvés par le Clan Foot, qui exécutera les fils de Yoshi sous ses yeux avant de le tuer.
Plusieurs siècles plus tard, Hamato Yoshi se réincarne sous la forme d'un rat d'égout du nom de Splinter (bien que la révélation que le mutagène de Krang a été créé à partir de son A.D.N et celui de ses fils jette un doute sur la réincarnation). Ses fils sont réincarnés en quatre tortues du nom de Leonardo, Raphael, Donatello et Michelangelo. À la suite d'une expérience, Splinter retrouve les souvenirs de sa vie antérieure et reconnait ses fils malgré leurs apparences, puis s'enfuit avec eux. Dans leur fuite, ils sont exposés à un liquide mutagène qui leur donne une apparence humaine et la capacité de parler.
Splinter décide de reprendre l'entraînement de ses fils pour renverser le Clan Foot, toujours actif, en même temps qu'Oroku Saki, devenu Shredder à travers les siècles.
Après avoir tué Shredder dans le n°50, il prend la tête du Clan Foot, essayant de le transformer en une force du bien, mais il sombre petit à petit dans le mal, ce qui dégoûte ses fils qui le quittent tous les uns après les autres.
Il finit par mourir dans le n°100, se sacrifiant pour empêcher la résurrection du Dragon et ressuscitant Shredder, qui a changé grâce à son temps en enfer et lui rend hommage.

### Le Destin des Tortues Ninja
Dans cette nouvelle série, Splinter est Hamato Yoshi. Ce descendant du clan Hamato a vaincu Shredder 500 ans auparavant. La mission de Yoshi est de protéger la dernière pièce de l'armure Kuroi Yoroi (ayant l'apparence d'une théière) afin d'empêcher le clan des Foot de ressusciter leur maître.
Cependant, Yoshi ne croit pas en cette légende et utilise ses compétences en ninjutsu pour devenir acteur de cinéma célèbre, connu sous le nom de Lou Jitsu. Il est capturé par le Baron Draxum, qui veut utiliser son ADN pour créer des mutants surpuissants, mais Yoshi s'enfuit en sauvant et emportant quatre bébés tortues. L'exposition au produit mutagène, utilisé par Draxum pour ses expériences, donne aux tortues les gènes humains de Yoshi et les transforme en tortues humanoïdes douées de parole. Pendant ce temps, Yoshi, mordu par l'une des tortues toujours sous l'effet du mutagène, se transforme en rat.
Contrairement à ses incarnations précédentes, Splinter est décontracté et très paresseux. Il est distrait et a même du mal à se souvenir des noms de ses fils, les différenciant grâce à leurs couleurs de masque.

### Pouvoirs et capacités
Techniquement, Splinter ne possède pas de pouvoirs surhumains ; sa taille, sa dextérité, son agilité, sa force, son endurance et son intelligence sont comparables à ceux d'un humain. C'est aussi un expert en arts martiaux, maître de la pratique du ninjutsu qu'il a apprise en imitant Hamato Yoshi. Son niveau de maîtrise de l'art varie selon les versions, mais il est pratiquement toujours plus doué que ses fils adoptifs, et du même niveau que Shredder. Il se bat avec le bâton qui lui sert ordinairement de canne, mais à certaines occasions, il se bat à mains nues ou avec un arc.
Étant un rat, il a également conservé certaines des capacités d'un rongeur, telles qu'un sens du goût et de l'odorat surdéveloppé.